# Pascal Petlach
Pascal Petlach (* 18. Jänner 1999) ist ein österreichischer Fußballspieler.

## Karriere

### Verein
Petlach begann seine Karriere beim SC Schönau. 2007 wechselte er zum 1. SC Sollenau. Nachdem er 2012 kurzzeitig für den SC Wiener Neustadt gespielt hatte, wechselte er im selben Jahr in die Jugend des FC Admira Wacker Mödling, bei dem er später auch in der Akademie spielte.
Im Oktober 2016 debütierte er für die Amateure der Admira in der Regionalliga, als er am zehnten Spieltag der Saison 2016/17 gegen den SKU Amstetten in der Startelf stand.
Zur Saison 2017/18 rückte er in die Profimannschaft auf. Im August 2017 stand er gegen den FK Austria Wien erstmals im Kader. Sein Debüt in der Bundesliga gab er schließlich im Oktober 2017, als er am zwölften Spieltag jener Saison gegen den FC Red Bull Salzburg in der Nachspielzeit für Lukas Grozurek eingewechselt wurde. In vier Spielzeiten bei den Profis der Admira absolvierte er insgesamt 28 Bundesligaspiele und erzielte dabei ein Tor. Nach der Saison 2020/21 verließ er die Niederösterreicher.
Daraufhin wechselte er im Juli 2021 zum Regionalligisten FCM Traiskirchen. Für Traiskirchen kam er zu 25 Einsätzen in der Ostliga. Nach der Saison 2021/22 verließ er den Verein wieder. Nach einem halben Jahr ohne Verein unterschrieb der Innenverteidiger im Februar 2023 beim Ligakonkurrenten 1. Wiener Neustädter SC.

### Nationalmannschaft
Petlach spielte im September 2017 einmal für die österreichische U-19-Auswahl.